# First 31.7
Le First 31.7 est un modèle de voilier construit par Bénéteau .

## Historique
La production du First 31.7 a démarré en 1998 pour s'achever en 2010. On compte environ 1500 unités produites pendant ces 12 années de production par Bénéteau à Saint-Hilaire-de-Riez. Il a été élu bateau de l'année en 1999 par la revue Bateau. 
Le bateau a été conçu par le Groupe Finot sur la base de la carène du Figaro Bénéteau. Elle équipe par ailleurs le First 310, Oceanis 300, Oceanis 311 et l'Oceanis 323.
Il appartient à la catégorie des courses-croisières. Il dispose de couchages pour six personnes avec une cabine arrière double sur bâbord, une couchette avant double et une possibilité pour deux personnes de dormir dans le carré. Une cuisine ainsi qu'un cabinet de toilette font partie des aménagements intérieurs.
La différence notable avec le Figaro 1 est la quille qui est différente ainsi qu'un franc-bord plus important.
Il a été remplacé par le First 30 version 2010, dessiné par Juan Kouyoumdjian sans obtenir le même succès.

## Caractéristiques

### Dimensions[2]
- Longueur de coque : 9,50 m
- Largeur : 3,23 m
- Tirant d'eau : 1,90 m (GTE) - 1,45 m (PTE)
- Déplacement : environ 3600 kg
- Grand-voile : 24,7 m²
- Génois : 28,7 m²
- Spinnaker symétrique : 70 m²

La coque est construite en fibre de verre polyester avec une structure contre-moulée qui peut s'avérer fragile en cas de talonnage ou d'échouage. Il est équipé d'un mat emplanté en aluminium à 2 étages de barres de flèches. Il repose directement dans le fond du bateau, ce qui permet d'avoir une structure homogène et relativement rigide.

### Différences[4]
Au début des années 2000, il était possible de choisir une coque de couleur blanche, jaune ou encore bleue. Les premiers millésimes se distinguent par un intérieur assez sombre en acajou.
À partir de 2005, le 31.7 a subi de légères modifications esthétiques et pratiques. Ainsi la barre franche classique en bois est remplacée par une barre raquette en Inox, les boiseries intérieures sont éclaircies. Les quatre winches d'origine Lewmar sont remplacés par des modèles plus puissants de marque Harken. Il est possible de choisir un gelcoat de coque de couleur blanc ou gris.
En 2008, Bénéteau lance une série limitée, North E, ou les boiseries intérieures sont encore éclaircies et le bateau est équipé de série de voiles North Sails en tri-radiale et une centrale de navigation Raymarine.
Il existe deux gréements possibles: le gréement classique ou une version lac assez peu diffusée avec une surface de voile augmentée pour gagner en performances dans le petit temps.
Deux choix de quilles en fonte étaient proposées: la version classique dite GTE (grand tirant d'eau) à 1,90 mètre ou une autre dite PTE (petit tirant d'eau) à 1,45 mètre en option et assez peu diffusée.
Le voilier est équipé également d'un moteur auxiliaire de 19 à 21 cv de marque Yanmar ou Volvo Penta avec une transmission en Saildrive.

## Utilisation en régate
Ce voilier faisant partie des Courses-Croisières, il est relativement fréquent d'en rencontrer encore de nos jours sur des lignes de départ de nombreuses courses. Il dispose ainsi de sa propre Classe lors du Spi Ouest-France,, de la Course Croisière EDHEC, du Tour du Finistère à la Voile ou encore de la Spi Dauphine. 
Lors de la dernière édition de la Transquadra, on pouvait compter trois exemplaires inscrits au départ de Lorient en IRC.
Ce bateau dispose d'un rating IRC de 0.950 qui peut varier de quelques millièmes suivant les surfaces de voiles ou encore le choix d'utiliser ou non un enrouleur de génois.
La jauge ou le First 31.7 est le plus représenté en France reste sans conteste le système Osiris de la FFVoile. Le bateau dispose d'un rating d'environ 21 en net, avec une bonification de 0.5 groupe si le bateau est équipé d'une hélice repliable qui permet de diminuer la traînée hydrodynamique sous voile.
Certains modèles de voiliers de cette époque comme le Sun Fast 32, le X 302 ou encore l'Elan 31 sont souvent comparés au First 31.7 car ils ont des performances et programmes relativement proches.
Certains équipages lui reprochent un certain manque de contrôle dans la brise si la surpuissance du bateau est mal gérée par l'équipage en raison de sa faible surface du safran qui a tendance à décrocher[réf. souhaitée].